# ʑ
Cette page contient des caractères spéciaux ou non latins. S’ils s’affichent mal (▯, ?, etc.), consultez la page d’aide Unicode.
Le Z bouclé  (minuscule : ʑ), est un symbole de l’alphabet phonétique international et un graphème de l’alphabet mixte utilisé de 1956 à 1958 pour l’écriture du yi et du miao en Chine. Il s'agit de la lettre Z diacritée d’une boucle.

## Utilisation
Le Z bouclé représente la consonne fricative alvéolo-palatale voisée dans l'alphabet phonétique international.
Le symbole, comme le C bouclé ‹ ɕ ›, est adopté dans l’alphabet phonétique international en 1928. Le symbole avait été utilisé précédemment par Z. M. Arend-Choiński dans une description phonétique du polonais publiée en 1924.
Le Z bouclé a été brièvement utilisé dans l’alphabet mixte de 1956 pour l’écriture du yi. L’alphabet mixte a été adopté lors de la conférence sur la langue yi et son écriture de 1956, et a été accepté par le gouvernement provinciale du Sichuan et la Commission d’État des affaires de nationalités. Il a été utilisé à partir de 1957 dans les écoles, par le gouvernement et l’armée, et a remplacé l’alphabet latin de 1951. À la suite de la publication du pinyin en 1958, l’alphabet mixte est lui aussi remplacé.

## Représentations informatiques
Le Z bouclé peut être représenté avec les caractères Unicode suivants (alphabet phonétique international) :
| formes    | représentations | chaînes de caractères | points de code | descriptions                     |
| --------- | --------------- | --------------------- | -------------- | -------------------------------- |
| majuscule | Non disponible  | Non disponible        | Non disponible | lettre majuscule latine z bouclé |
| minuscule | ʑ               | ʑ                     | U+0291         | lettre minuscule latine z bouclé |